# インディア・ソング
『インディア・ソング』（India Song）は、フランスの作家マルグリット・デュラスが監督した1975年の映画、1973年に出版した同名の著作『インディア・ソング』（『ラホールの副領事』の続編）の映画化で、舞台化もされた。原作はいちおう小説ということになっているが、副題として「テクスト・テアトル・フィルム」という言葉が付記されており、小説とも戯曲ともレーゼドラマともレーゼシナリオとも呼べるような超ジャンル的なテクストであった。翻訳を手がけた田中倫郎によると「破壊しに、と彼女は言う」も同様の趣向のテクストであり、こちらの方もデュラス自身によって映画化された。
カンヌ国際映画祭に出品され、その斬新な作風に賛否が分かれたが、日本では同年参加した寺山修司などが「ドゥシャン・マカヴェイエフの『スウィート・ムービー』と共に、この映画祭中で最も重要な作品の一つ」と評価し熱狂的支持者を作った。

## キャスト
- デルフィーヌ・セイリグ
- マチュー・カリエール
- クロード・マン
- マイケル・ロンズデイル (クレジット標記はミシェル)
- ヴェルノン・ドプチェフ

## ストーリー
とあるアジアの地域にあるフランス大使館周辺のお話。大使夫人は男たちに女神のように囲まれている。そこに左遷されてきた元副領事の発砲騒ぎが起こる。